# Curculigo scorzonerifolia
Espèce
Classification APG III (2009)
Synonymes
- Heliacme scorzonerifolia (Lam.) Ravenna
- Hypoxis decumbens Aubl.
- Hypoxis scorzonerifolia Lam.[1]

Curculigo scorzonerifolia est une espèce herbacée sud-américaine appartenant à la famille des Hypoxidaceae.
Elle est connue en Guyane sous les noms de Hya-Hya (Créole), ya'ɨlala poã (Wayãpi - NB : ce nom est partagé avec Caladium bicolor).

## Description
Curculigo scorzonerifolia est une petite plante herbacée, rhizomateuse, touffue, et d'une taille généralement inférieure à 30 cm de hauteur. 

## Répartition
On rencontre Curculigo scorzonerifolia depuis le Mexique jusqu'au sud du Brésil en passant par l'Amérique centrale et les Antilles.

## Écologie
Curculigo scorzonerifolia pousse dans les savanes depuis le niveau de la mer jusqu'à 100-500 m d'altitude. En Guyane, cette espèce rudérale est souvent entretenue autour des habitations. 

## Utilisations
Curculigo scorzonerifolia est considéré comme une plante magique chez les Wayãpi, utilisée par les mères comme protection suprême contre toutes les violations d'interdits de chasse par le père pendant les deux premières années de la vie d'un enfant.
Curculigo scorzonerifolia aurait des propriétés emménagogues (fleurs), et antispasmodiques (feuilles).
Le rhizome possède des propriétés fertilisantes d'après les Yawalapiti du haut Xingu (Brésil).

## Histoire naturelle

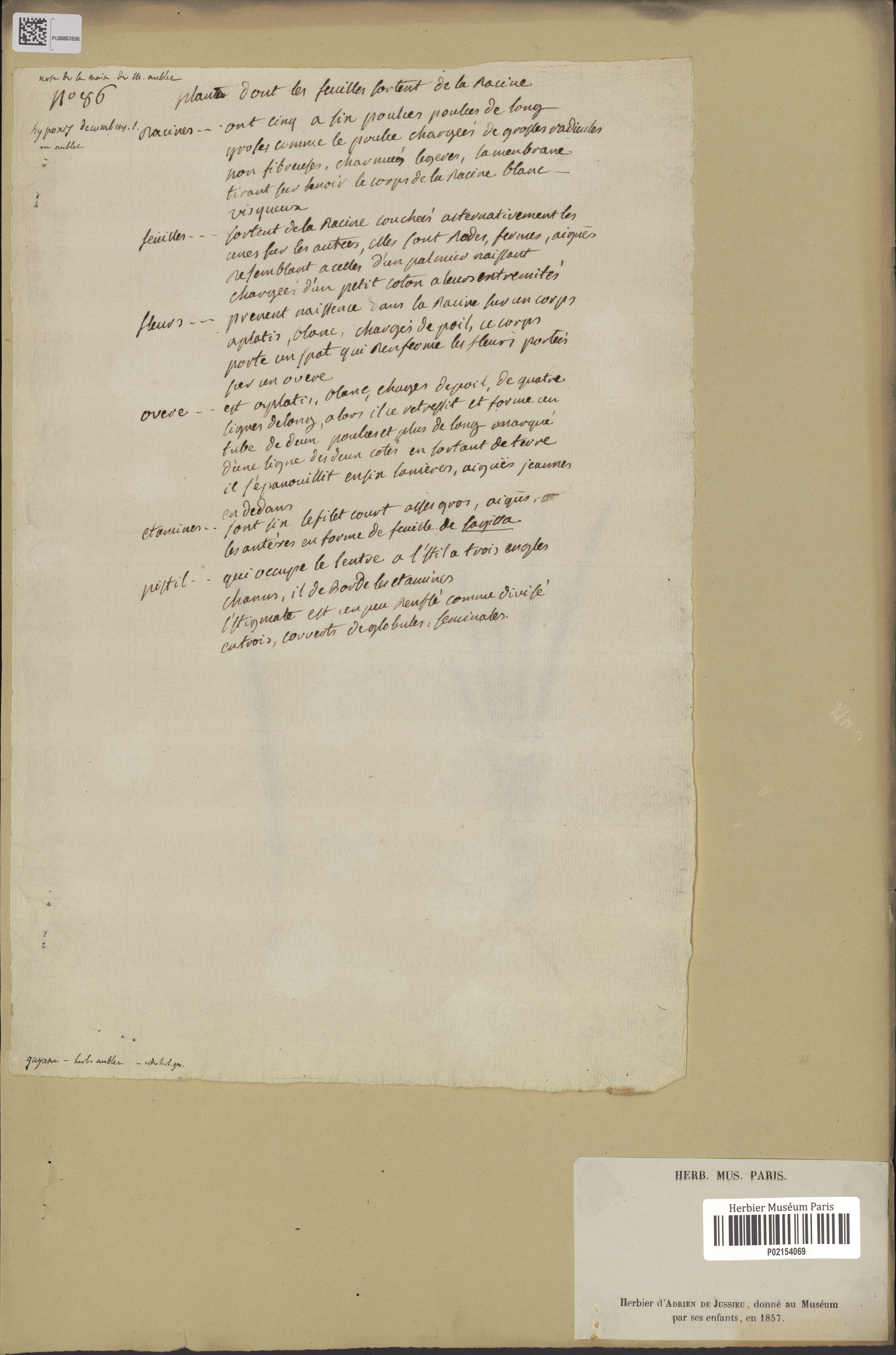
Note manuscrite de Aublet accompagnant son échantillon dHypoxis decumbens collecté à Kourou (Guyane)

En 1775, le botaniste Aublet propose la diagnose suivante pour Hypoxis decumbens (synonyme de Curculigo scorzonerifolia) : 
« HYPOXIS (decumbens) piloſa, capſulis clavatis. Lin. Amæn. 5. p. 396. Spec. 439. 

Crocus foliis, & radice ſcorzoneræ. Plum. Cat.5 .

Yethyllis foliis enſiformibus, ancipitibus, nervoſis. Burm. Amer. p. 99. tab. 108. f. 2. »
— Fusée-Aublet, 1775.

« Plante dont les feuilles sortent de la racine.
racines .... ont cinq à six poulces de long grosses comme le poulce chargées de grosse radicules non fibreuses, charnues, legeres. La membrane tirant sur le noir le corps de la racine blanc visqueux
feuilles .... sortent de la racine couchées alternativement les unes sur les autres , elles sont pales, fermes, aiguës ressemblanta à celles d'un palmier naissant chargées d'un petit coton à leurs extremités
fleurs .... prennent naissance dans la racine sur un corps aplatis, blanc, chargé de poils, ce corps porte un spat qui renfreme les fleurs portées par un overe
overe .... est aplatis, blanc, chargé de poils, de quatre lignes de long, alors il ce retressit et forme un tube de deux poulces et plus de long marqué d'une ligne des deux côtés en sortant de terre il s'épanouit en fin lanières, aiguës jaunes en dedans
étamines .... tout fin le filet court assez gros, aiguës, les antères en forme de feuille de Sagitta
pistil .... qui occupe le centre a le stil a trois angles charnus, il borde les étamines
Le stigmate est un peu rentré comme divisé en trois, couverts de globules, seminales. »

— manuscrit de Fusée-Aublet, 176*.